# Parafia św. Pawła Apostoła w Rudzie Śląskiej-Nowym Bytomiu
Parafia św. Pawła Apostoła w Nowym Bytomiu – parafia rzymskokatolicka w Rudzie Śląskiej (Dekanat Ruda Śląska).

## Historia
Początki parafii nowobytomskiej datują się od XV wieku, a miejscowość ta, zwana Bytomskim Czarnym Lasem, do 1869 roku należała do parafii NMP w Bytomiu. W XIX wieku powstała tam „Friedens-Eisenhütte” (potem – „Friedenshütte”). Dobrze prosperująca huta spowodowała wzrost liczby ludności, a także wzrost zainteresowania Frydenshutą ze strony ówczesnego proboszcza bytomskiego, ks. Józefa Szafranka. Ksiądz ten założył pierwszą szkołę, a także organizował nabożeństwa w stolarniach, czy zakładach przemysłowych. W 1883 roku na osiedlu kopalni „Otylia” powstała samodzielna parafia – Zgoda. Dwa lata później poświęcono już nowo wybudowany kościół pw.  św. Józefa. 

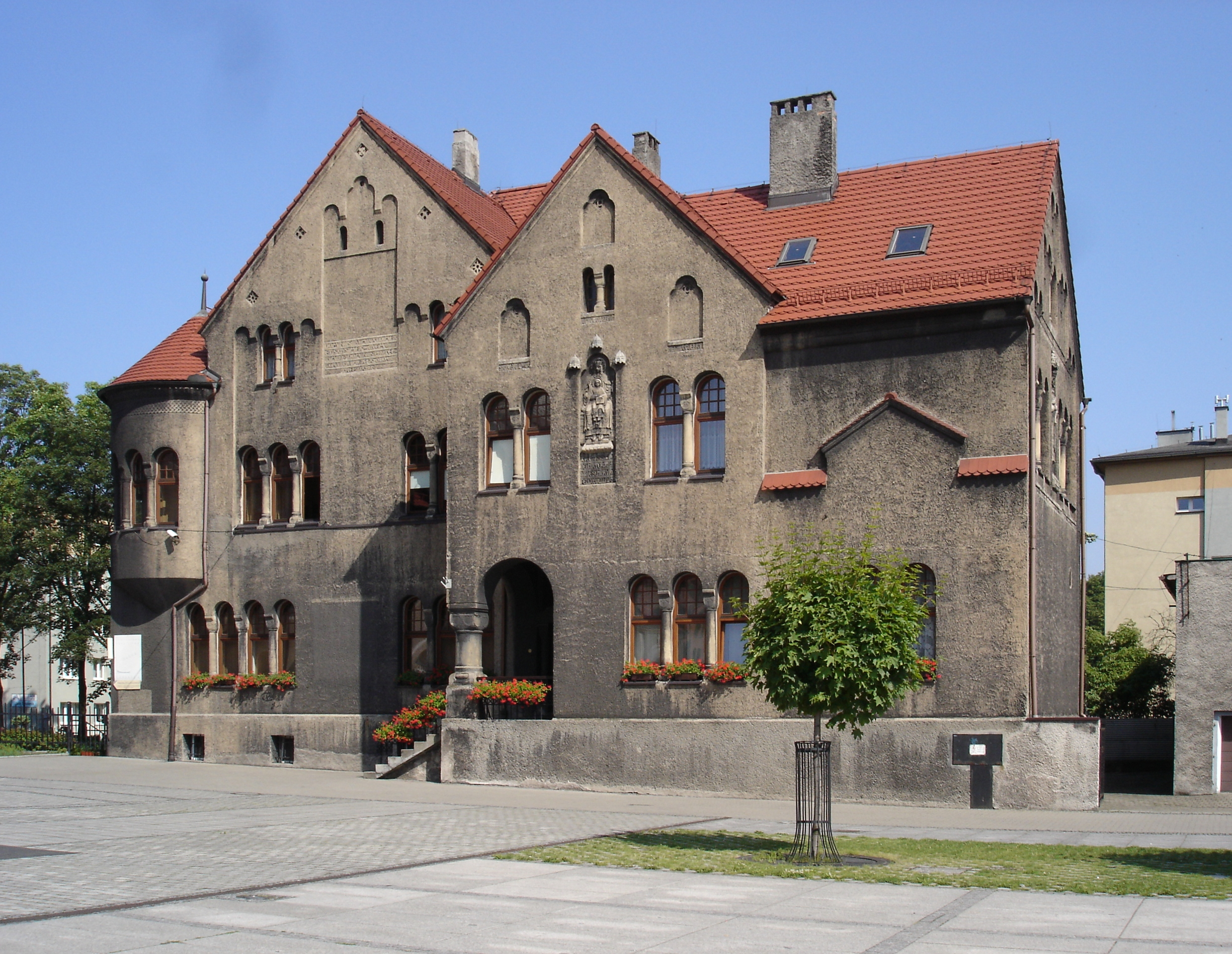
Zabytkowa plebania parafii św. Pawła (2017)

Kościół św. Pawła powstał na prośbę ks. Emila Korusa, proboszcza parafii św. Józefa. Jego budowniczym został ks. Edward Adamczyk, zaś kamień węgielny poświęcono w 1911 roku. Konsekracji zaledwie rok później, bo 15 października 1912 roku dokonał wrocławski sufragan, bp Karol Augustin. Kościół i probostwo zostały zaprojektowane przez holenderskiego architekta Jana Franciszka Klompa. Oryginalny projekt łączył w sobie styl romański i bizantyjski. Początkowo kościół miał nosić imię świętego Antoniego, później św. Apostołów Piotra i Pawła, ale ostatecznie patronuje mu św. Paweł. 
U drzwi kościoła znajdują się figury św. Floriana (patron hutników) i św. Barbary (patronka górników). W portalu wejściowym widnieją rzeźby lwów, u nasady łuku wejściowego są głowy diabłów, oznaczające zerwanie z grzechem i wejście w przestrzeń Bożą, co z kolei mogą symbolizować umieszczone tam płaskorzeźby św. Pawła, Łukasza i Barnaby. Wyżej jest też postać Chrystusa Pantokratora. W kościele znajdują się ponadto liczne płaskorzeźby świętych, Ojców czy Doktorów Kościoła. Pierwotny ołtarz przypominał sarkofag-relikwiarz, jednak został on zastąpiony w 1982 ołtarzem w kształcie łodzi, podczas generalnego remontu prezbiterium. Ponadto na uwagę w tymże kościele zasługują piękne witraże, przedstawiające świętych, organy z 1928 roku, czy dzwony zadedykowane patronowi parafii. 
Frydenshuta przyjęła nazwę Nowy Bytom w 1922 po plebiscycie, w którym przypadła ona Polsce. Wtedy też nastąpiła wielka migracja ludności na tym terenie, oddzielono Nowy Bytom od Bytomia i zaczął stanowić on samodzielną gminę. Potem miało miejsce wydzielenie z parafii Zgoda części przynależnej kościołowi św. Pawła i 29 lipca 1925 roku ks. Teofil Bromboszcz dekretem erekcyjnym ustanowił nową parafię. 
W latach 80. XX w. wybudowano dom katechetyczny, otworzone ochronkę dla dzieci specjalnej troski i Jadłodajnię pw. św. Zyty i św. Brata Alberta. Wierni maja także możliwość codziennej adoracji Najświętszego Sakramentu. 

### Proboszczowie (od 1925 roku)
- ks. Ludwik Czardybon (1925 – 1926)
- ks. Jan Szymała (1926 – 1967)
- ks. Bernard Czernecki (1967 – 1974)
- ks. Eugeniusz Szczotok (1974 – 1983)
- ks. Jan Górecki (1983 - 2001)
- ks. Jan Janiczek (2001-2024)
- ks. Artur Więcek (administrator) (od 2024)[1]